# Шаосін
Шаосін (спрощ.: 绍兴; піньїнь: Shàoxīng) — міський округ у китайській провінції Чжецзян.

## Клімат
Місто знаходиться у зоні, котра характеризується вологим субтропічним кліматом. Найтепліший місяць — липень із середньою температурою 29.4 °C (84.9 °F). Найхолодніший місяць — січень, із середньою температурою 4.8 °С (40.6 °F).
| Клімат Шаосіна          | Клімат Шаосіна | Клімат Шаосіна | Клімат Шаосіна | Клімат Шаосіна | Клімат Шаосіна | Клімат Шаосіна | Клімат Шаосіна | Клімат Шаосіна | Клімат Шаосіна | Клімат Шаосіна | Клімат Шаосіна | Клімат Шаосіна | Клімат Шаосіна |
| Показник                | Січ.           | Лют.           | Бер.           | Квіт.          | Трав.          | Черв.          | Лип.           | Серп.          | Вер.           | Жовт.          | Лист.          | Груд.          | Рік            |
| Середня температура, °C | 4,8            | 5,9            | 10,1           | 16,3           | 21,2           | 24,9           | 29,4           | 28,9           | 24,3           | 18,9           | 13,2           | 7,2            | 17,1           |
| Норма опадів, мм        | 53.7           | 81.5           | 108.3          | 124.9          | 159.7          | 191            | 133.6          | 131.3          | 160.2          | 75.7           | 55.7           | 45             | 1320.6         |
| Днів з опадами          | 12,6           | 14             | 16,4           | 16,8           | 16,6           | 15,5           | 11,9           | 12,6           | 13,6           | 12,3           | 11,9           | 11,9           | 166,1          |
| Вологість повітря, %    | 74.9           | 77.7           | 79             | 79.4           | 79.9           | 83.3           | 80.2           | 80.2           | 82.1           | 79.1           | 76.2           | 73.9           | 78.8           |
| ----------------------- | -------------- | -------------- | -------------- | -------------- | -------------- | -------------- | -------------- | -------------- | -------------- | -------------- | -------------- | -------------- | -------------- |
| Джерело: Weatherbase    |                |                |                |                |                |                |                |                |                |                |                |                |                |

## Адміністративний поділ
Міський округ поділяється на 2 райони, 2 міських повіти та 2 повіти:
| Карта                                     | Карта   | Карта    |
| ----------------------------------------- | ------- | -------- |
| Юечен Чжуцзі Шан'юй Шенчжоу Сіньчан Кецяо |         |          |
| Статус                                    | Назва   | Оригінал |
| Район                                     | Шан'юй  | 上虞区   |
| Район                                     | Юечен   | 越城区   |
| Міський повіт                             | Чжуцзі  | 诸暨市   |
| Міський повіт                             | Шенчжоу | 嵊州市   |
| Повіт                                     | Сіньчан | 新昌县   |
| Повіт                                     | Кецяо   | 柯桥区   |

## Пам'ятки
- Мавзолей Юя Великого
- будинок Цю Цзінь

## Відомі уродженці
- Лу Сінь — видатний письменник
- Лу Ю — державний діяч і поет часів династії Сун
- Сюй Вей — відомий художник і поет часів династії Мін
- Ван Янмін — філософ-неоконфуціанець
- Чжан Дай — видатний історик і письменник
- Ма Іньчу — економіст і демограф